# Cementerio de Ballena
El cementerio de Ballena es un cementerio ubicado en la ciudad española de Castro-Urdiales, en Cantabria.

## Descripción

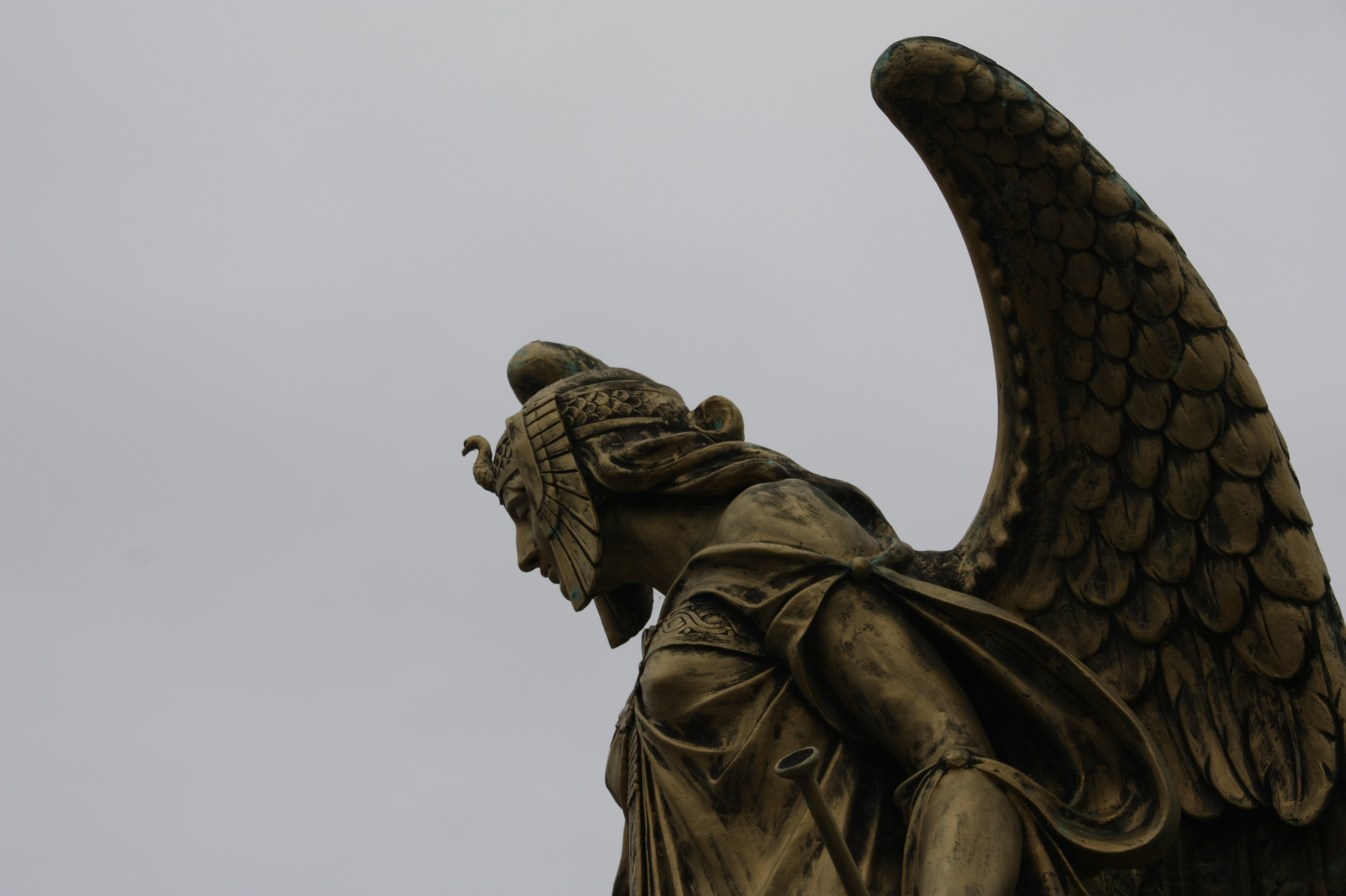
Escultura

Ubicado en la ciudad cántabra de Castro-Urdiales, se construyó hacia 1893, bajo proyecto del arquitecto Joaquín Rucoba. El 7 de diciembre de 1994 fue declarado bien de interés cultural, mediante un decreto publicado el 14 de febrero de 1995 en el Boletín Oficial del Estado. Cuenta con varios panteones obra de Leonardo Rucabado, Severino Achúcarro y Eladio Laredo.